# Francisco Guasch Homs
Francisco Guasch Homs (Valls, 1861-Barcelona, 1923) fue un pintor español.

## Biografía
Nació en la localidad tarraconense de Valls en 1861,  el día 2 de febrero. Pintor catalán que concurrió con sus obras a diversas exposiciones nacionales e internacionales, fue colaborador de revistas como La Ilustración Católica. Guasch, que a comienzos de la década de 1920 fue propuesto como conservador del Palacio de Bellas Artes, falleció hacia mediados de septiembre de 1923 en San Gervasio. Estuvo casado con Emilia Coranty, que le sobrevivió.